# Бордіян Віталій В'ячеславович
Віталій Бордіян (рум. Vitalie Bordian, нар. 11 серпня 1984, Кишинів) — молдовський футболіст, захисник тираспольського клубу «Динамо-Авто», гравець національної збірної Молдови.

## Біографія
Вихованець Кишинівської спортшколи клубу «Зімбру», за основну команду якої виступав до початку 2002 року. Після чого перейшов в Локомотив (Москва). В новій команді протягом трьох сезонів виступав лише за дублюючу команду, зігравши у 47 матчах, в яких забив 4 голи.

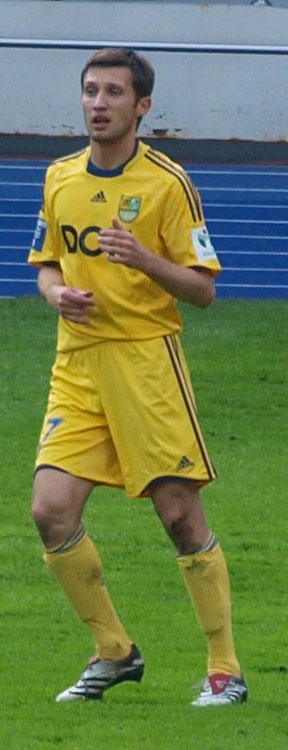
Віталій Бордіян під час виступів за «Металіст». 3 квітня 2010 року.

У січні 2005 року підписав контракт на 3,5 роки з харківським «Металістом». У грудні 2008 року продовжив контракт з клубом до 2012 року. Тоді ж Бордіян був визнаний найкращим футболістом Молдови 2008 року.
Наприкінці серпня 2012 року він підписав контракт з ужгородською «Говерлою», де провів півроку, після чого перейшов у клуб «Волга» (Нижній Новгород). Контракт Бордіяна з «Волгою» розрахований на півтора року. 8 березня 2013 року дебютував за нижегородський клуб у першому матчі весняної частини чемпіонату Росії сезону 2012/13 проти краснодарської «Кубані». Всього за рік зіграв у команді 17 матчів в чемпіонаті.
У 2014 році грав за молдовський «Веріс», проте надовго в команді не затримався.
У липні 2015 року підписав піврічний контракт з першоліговим харківським «Геліосом». У команді взяв 14 номер.
Наприкінці січня 2016 року став гравцем «Дачії», підписавши контракт на 1,5 роки, але вже влітку того ж року залишив кишинівський клуб.
1 серпня 2016 року офіційно перейшов до складу тираспольського «Шерифа».

### Збірна
Був капітаном молодіжної збірної Молдови, у складі якої провів 14 ігор.
З 2005 року — гравець національної збірної Молдови.

## Сім'я
Одружений, дружина Тетяна, сини — Артем 1996 р.н., Микита 2004 р.н. та Ян 2009 р.н., дочка — Мілена 2008 р.н.

## Досягнення
- Чемпіон Молдови (1) :

«Шериф»: 2016-17.
- Бронзовий призер Чемпіонатів України: 2006/07, 2007/08, 2008/09, 2009/10, 2010/11, 2011/12
- Володар Кубка Молдови (1):

«Шериф»: 2016-17.
- Володар Суперкубка Молдови (1):

«Шериф»: 2016.
- Гравець року в Молдові за версією AISFM: 2008/09